# Sotirios
Sotirios ist ein männlicher Vorname. Er ist griechischen Ursprungs und bedeutet „Retter“, „Erlöser“, „Heilsbringer“.

## Berühmte Namensträger
- Sotirios Athanasopoulos, griechischer Turner
- Sotirios „Sotiris“ Gioulekas (* 1979), griechischer Basketballspieler
- Sotirios Krokidas (1852–1924), griechischer Politiker und Ministerpräsident
- Sotirios Kyrgiakos (* 1979), griechischer Fußballspieler
- Sotirios Ninis (* 1990), griechischer Fußballspieler
- Sotirios Pantaleon (* 1980), griechischer Volleyballspieler
- Sotirios Sotiropoulos (1831–1898), griechischer Politiker und kurzzeitig Ministerpräsident
- Sotirios Versis (1876–1919), griechischer Gewichtheber und Leichtathlet
- Sotirios Voulgaris (1857–1932), griechischer Goldschmied und Gründer der Firma BVLGARI

## Varianten
- Sotiris